# 福井県中学校一覧
| 総数             | 74校・1分校      |
| 国立             | 1校              |
| 公立             | 69校・1分校      |
| 私立             | 4校              |
| 教育委員会所在地 | 〒910-8580       |
| 福井市大手3-17-1 |                  |
| 公式サイト       | 福井県教育委員会 |

福井県中学校一覧（ふくいけんちゅうがっこういちらん）は、福井県の中学校の一覧。

## 国立中学校
- 福井大学教育学部附属義務教育学校

## 公立中学校

### 福井市

#### 県立
2026年、福井県立道守高等学校内に夜間中学校の「若杉中学校」を新設予定。
- 福井県立高志中学校

#### 市立
この地区では九頭竜川右岸東部での近年の出生者・乳幼児転入の増加に伴い、2027年に森田中学校地に小学校を校舎改修により新設予定で、これに伴って2026年に森田中学校を廃し、灯明寺中学校区の一部を統合した「九頭竜中学校」を新設予定。
- 福井市明倫中学校
- 福井市明道中学校
- 福井市進明中学校
- 福井市藤島中学校
- 福井市光陽中学校
- 福井市社中学校
- 福井市至民中学校
- 福井市足羽中学校
- 福井市足羽第一中学校
- 福井市大東中学校
- 福井市成和中学校
- 福井市灯明寺中学校
- 福井市森田中学校
- 福井市安居中学校
- 福井市川西中学校
- 福井市国見中学校
- 福井市大安寺中学校
- 福井市鷹巣中学校
- 福井市棗中学校
- 福井市美山中学校
- 福井市越廼中学校
- 福井市清水中学校
- 福井市杉坂中学校

### 敦賀市
- 敦賀市立気比中学校
- 敦賀市立松陵中学校
- 敦賀市立角鹿中学校
- 敦賀市立東浦中学校
- 敦賀市立粟野中学校

### 小浜市
- 小浜市立小浜中学校
- 小浜市立小浜第二中学校

### 大野市
- 大野市開成中学校
- 大野市陽明中学校

### 勝山市
この地区は少子化により、2027年度に市立中学校全3校を福井県立勝山高等学校へ併設する「勝山中学校」に統合する予定である。
- 勝山市立勝山中部中学校
- 勝山市立勝山南部中学校
- 勝山市立勝山北部中学校

### 鯖江市
- 鯖江市鯖江中学校
- 鯖江市中央中学校
- 鯖江市東陽中学校

### あわら市
- あわら市芦原中学校
- あわら市金津中学校

### 越前市
- 越前市武生第一中学校
- 越前市武生第二中学校
  - 坂口分校
- 越前市武生第三中学校
- 越前市万葉中学校
- 越前市武生第五中学校
- 越前市武生第六中学校
- 越前市南越中学校

### 坂井市
- 坂井市立丸岡中学校
- 坂井市立丸岡南中学校
- 坂井市立坂井中学校
- 坂井市立春江中学校
- 坂井市立三国中学校

### 吉田郡
- 永平寺町立松岡中学校
- 永平寺町立永平寺中学校
- 永平寺町立上志比中学校

### 今立郡
- 池田町立池田中学校

### 南条郡
- 南越前町立南越前中学校

### 丹生郡
- 越前町立朝日中学校
- 越前町立織田中学校
- 越前町立越前中学校
- 越前町立宮崎中学校

### 三方郡
- 美浜町立美浜中学校

### 大飯郡
- 高浜町立高浜中学校
- 高浜町立内浦中学校
- おおい町立大飯中学校
- おおい町立名田庄中学校

### 三方上中郡
- 若狭町立三方中学校
- 若狭町立上中中学校

## 私立中学校
- 北陸中学校
- 福井工業大学附属福井中学校
- かつやま子どもの村中学校
- 敦賀気比高等学校付属中学校